# L'Épine, Marne
L'Épine là một xã thuộc tỉnh Marne trong vùng Grand Est của Pháp. Nó nằm cách 8 km (5,0 mi) về phía đông của Châlons-en-Champagne, và cách 45 km (28 mi) về phía đông nam của Reims, trên quốc lộ 3